# Compromisso de 1790
O Compromisso de 1790 foi um acordo entre Alexander Hamilton, Thomas Jefferson e James Madison, onde Hamilton obteve a concordância para o governo nacional assumir e pagar as dívidas dos estados, e Jefferson e Madison obtiveram a capital nacional, chamada Distrito de Columbia, para o Sul. Este acordo resolveu o impasse no Congresso. Os sulistas estavam bloqueando a assunção de dívidas estatais por parte do Departamento do Tesouro, obstruindo, assim, o programa hamiltoniano para a construção de um governo federal fiscalmente forte. Os nortistas rejeitavam a proposta, muito desejada pelos sulistas, de localizar a capital nacional permanente na fronteira entre Virgínia e Maryland .
O compromisso possibilitou a aprovação da Lei de Residência e da Lei de Financiamento de 1790. De acordo com o historiador Jacob Cooke, é "geralmente considerada uma das barganhas mais importantes da história americana, ficando logo abaixo dos mais conhecidos Compromisso do Missouri e do Compromisso de 1850".

## Reunião

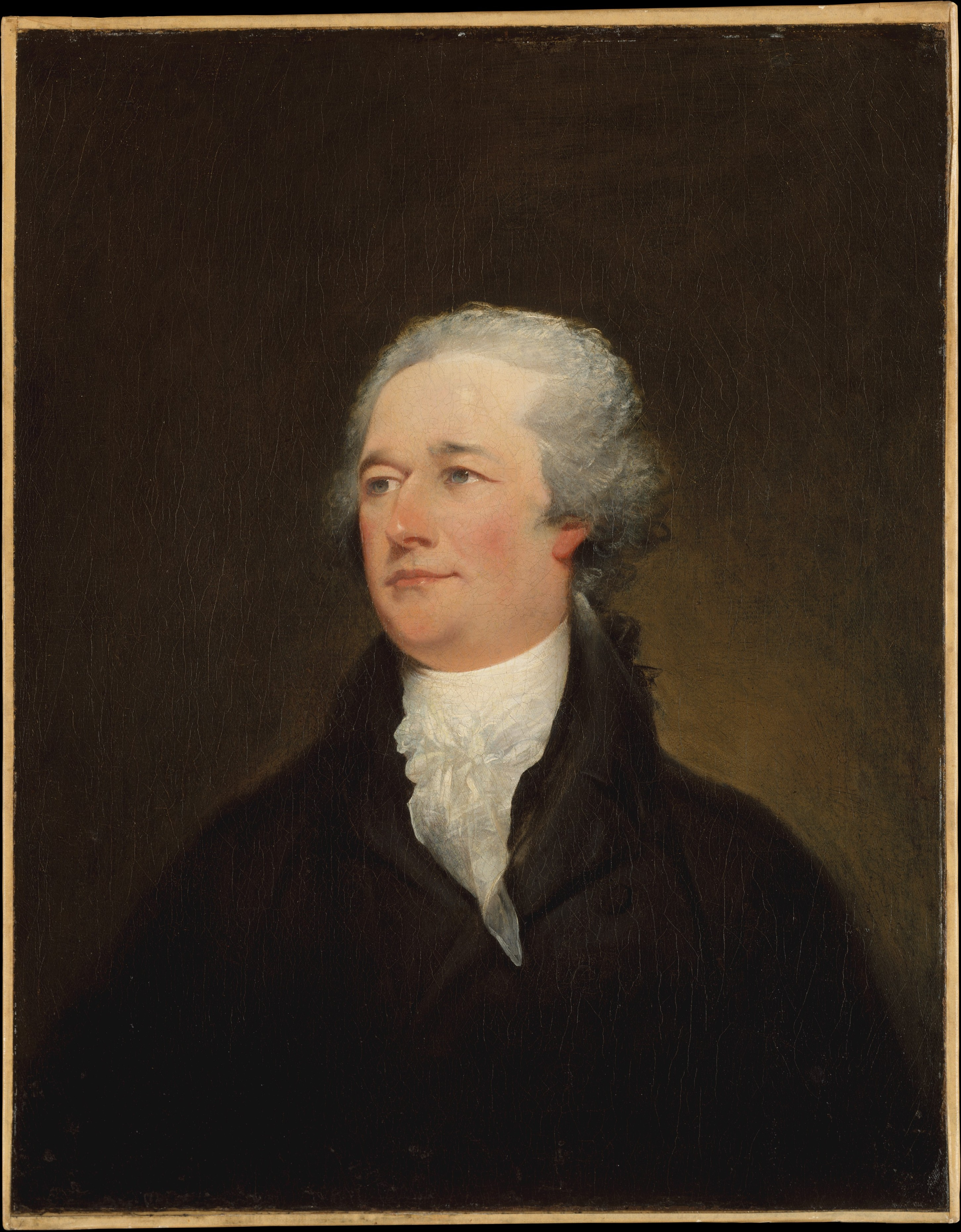
Alexandre Hamilton

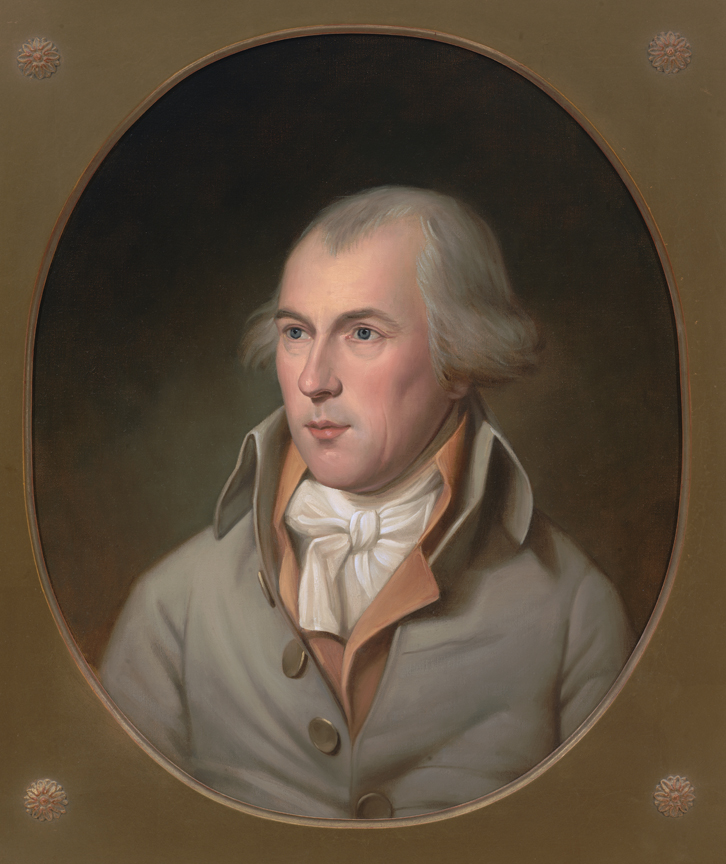
James Madison

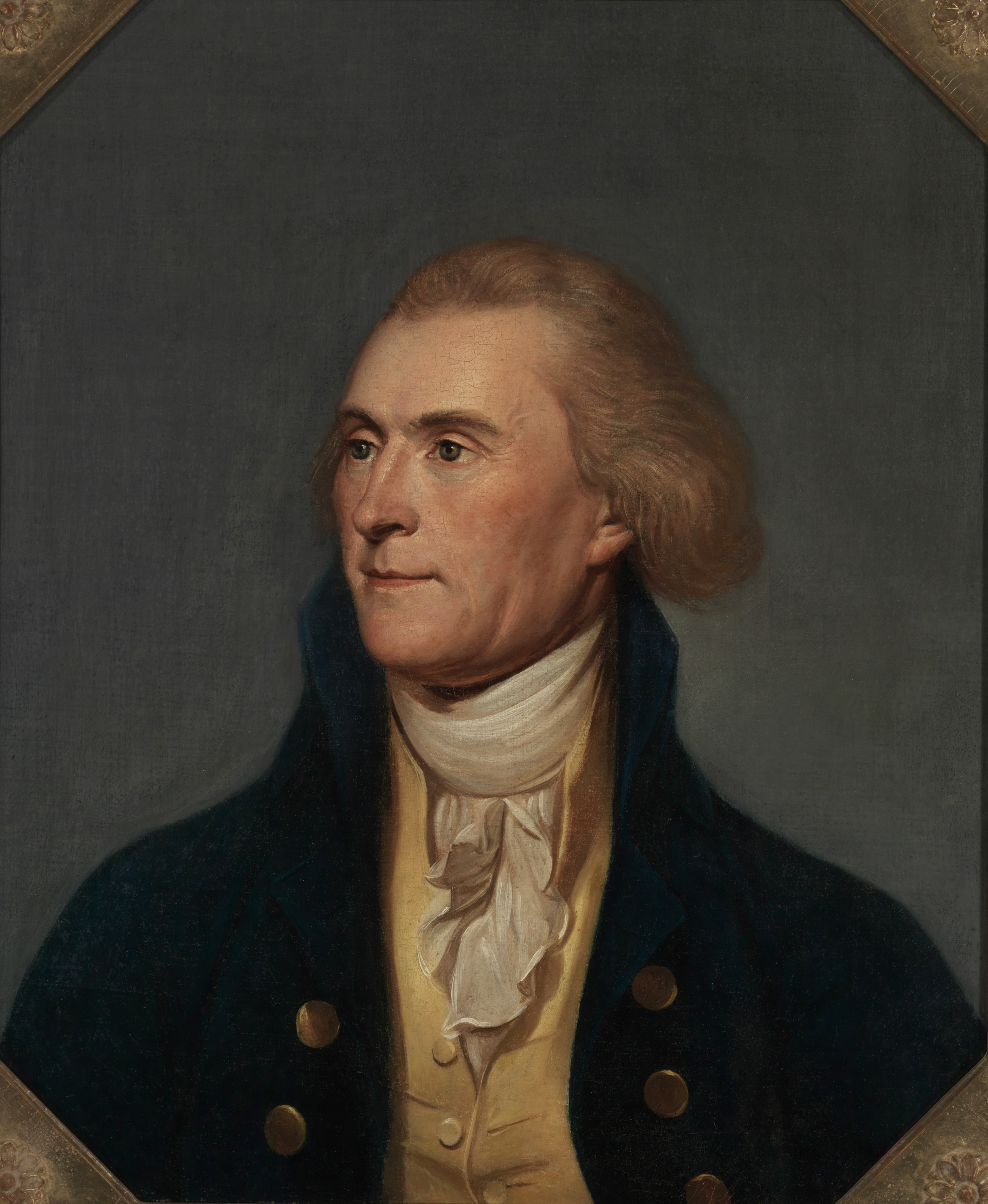
Thomas Jefferson

Os políticos a nível federal e estadual tentaram quebrar o impasse legislativo por meio de negociações não oficiais. Uma série de reuniões clandestinas e jantares políticos foram realizados na cidade de Nova York, que então servia como capital temporária do país, no verão de 1790.
A "negociação à mesa de jantar"  era uma etapa crucial nas fases finais destes esforços de compromisso. Com base no relato do ex- secretário de Estado Thomas Jefferson, dois anos após o evento, o "jantar"  foi uma reunião privada com o secretário do Tesouro, Alexander Hamilton, e o membro da Câmara dos Representantes dos EUA, James Madison. Pouco depois de o Projeto de Lei da Assunção falhar pela segunda vez em junho na Câmara, Hamilton, desesperado com a possibilidade de ver seu plano financeiro frustrado, apelou ao recém-nomeado Jefferson para que utilizasse de sua influência no assunto. De acordo com o relato de Jefferson, ele organizou o jantar para os dois políticos em sua residência na cidade de Nova York, por volta de 20 de junho de 1790. A reunião produziu um acordo político sobre a crise da “assunção das dívidas” e da “sede de governo”.
Jefferson descreveu o encontro entre os homens em seu alojamento na cidade de Nova York:

"Terminou com o consentimento de Madison de que a proposta  [eg. a assunção dos débitos dos estados] deveria ser levantada  novamente frente aos deputados na forma de uma emenda do Senado, na qual ele não votaria, nem retiraria inteiramente sua oposição, que não seria energética; ele deveria deixá-la a seu próprio destino. Foi observado, esqueci por qual deles, que como seria uma pílula azeda para os estados do Sul, algo deveria ser feito para acalmá-los; e o deslocamento da cadeira de governo para o Potomac seria apenas uma medida, e provavelmente um popular entre eles,  e seria uma adequada para seguir à assunção."
A disposição principal do Primeiro Relatório sobre o Crédito Público do Secretário Hamilton foi aprovada na Lei da Assunção, que estabeleceu as bases para o crédito público. A Lei de Residência resultou na localização da capital permanente dos EUA nos estados agrários de Maryland e Virgínia, o centro demográfico do país naquele momento, em vez de um centro metropolitano e financeiro como a cidade de Nova Iorque ou Filadélfia. Jefferson e Madison garantiram  para o estado de Virgínia um lucrativo ajuste da dívida como parte do acordo.